# Reimund Haas
Reimund Haas (* 6. Juli 1949 in Essen; † 6. Oktober 2023) war ein deutscher Kirchenhistoriker und Hochschullehrer in Köln.

## Leben
Haas studierte von 1968 bis 1979 Katholische Theologie, Geschichtswissenschaft, Philosophie, Archivwissenschaft und Volkskunde an den Universitäten Bochum, Bonn und Münster. Er erwarb 1975 das Diplom katholische Theologie, Lizentiat (Kirchengeschichte), 1. Staatsexamen Lehramt am Gymnasium und 1979 2. Staatsexamen als Archivassessor. Von 1984 bis 2014 war er Archivoberrat am Historischen Archiv des Erzbistums Köln. Er heiratete 1984 Ulrike Haas, mit der eine Tochter hat. Er wurde 1988 in Kirchengeschichte zum Dr. theol. an der Ruhr-Universität Bochum promoviert. Zum Ehrendoktor wurde er 2006 von Chui-University Bishkek ernannt. An der PTH Münster lehrte er als Lehrbeauftragter (1976 Didaktik der Kirchengeschichte), Dozent (1982–1994) und Professor Kirchengeschichte (1994–2015). Zusätzlich lehrte er Kirchengeschichte an der Fachhochschule des Bundes für öffentliche Verwaltung (1982–1988), am Studienhaus St. Lambert (1987–2002), an der Universität Essen (1992–1998), am Bundesarchiv Koblenz/Archivschule Marburg (1982–2013) sowie an den Universitäten Aachen und Köln.
Seine Schwerpunkte umfassten Bistumsgeschichte und Bischöfe der Diözesen in NRW, katholische Kirche im Nationalsozialismus in Europa, deutsche, französische und polnische Märtyrer, kirchliche Abwehrstellen in Köln und Dortmund, Konziliengeschichte mit europäischen Synoden von 721 bis 1860, Presbyterologie mit Biogrammen (LThK, NDB, BBKL) und Biographien von Welt- und Ordenspriestern bis hin zu Kardinälen, Ordensgeschichte, Ordens-Archive und -Bibliotheken von Alexianern/Augustinerinnen über Franziskaner/Kapuziner bis zur Stiftsgeschichte Essen/Köln, Pfarr- und Ortsgeschichte mit regionalen Spezialstudien und Festschriften und Edition von vatikanischen und rheinisch-westfälischen Quellen zur Kirchen- und Ordensgeschichte.
Haas verwaltete das Archiv der von ihm gegründeten CHOC – Church History of Cologne-Stiftung mit Akten, Korrespondenzen und Sammlungsgut von Theologen und Kirchenhistorikern wie Hubert Beda Bastgen (Pater Beda), Aloys Brockhoff, Franz Gescher, Karl Johannes Heyer, Leonhard Küppers, Bernhard Stasiewski, Stanislaus-Edmund Szydzik, Jakob Torsy und anderen.

## Schriften (Auswahl)
- Assindia. Essener Offizialatsakten als stifts- und personengeschichtliche Quelle (= Beiträge und Miscellen). Institut für Kirchengeschichtliche Forschung des Bistums Essen, Essen 1986, OCLC 633672171.
- Essener Offizialatsakten als personengeschichtliche Quelle (= Veröffentlichungen der Westdeutschen Gesellschaft für Familienkunde. Neue Folge. Band 47). Köln 1989, OCLC 260151345.
- Domkapitel und Bischofsstuhlbesetzungen in Münster 1813–1846 (= Westfalia sacra. Band 10). Aschendorff, Münster 1991, ISBN 3-402-03837-4 (zugleich: Dissertation, Bochum 1988).
- Prälat Ewald Walter (1901–1997). Biogramm und Bibliographie. In: Archiv für schlesische Kirchengeschichte. Band 59, 2001, S. 305–331.
- Kirchengeschichte und Pfarrarchive in Dormagen. Mit einer Auswahlbibliographie zum „Neusser Modell der subsidiären Pfarrarchivpflege“ (1985–2005) (= Beiträge zur neueren Ordens- und Frömmigkeitsgeschichte. Band 2). Ilmenau 2005, ISSN 1860-3408.
- Prof. Dr. Dr. Franz Gescher († 1945) und die Kölner Synodenforschung aus der Diözesan- und Dombibliothek. In: Heinz Finger, Rudolf Hiestand (Hrsgg.): Untersuchungen zur mittelalterlichen Kirchengeschichte. Festschrift für Josef Semmler zum 60. Geburtstag. Köln 2012 (= Libelli Rhenani. Band 41), S. 241–283.
- „Gescherianum“ – Rheinische Kirchenrechtsgeschichte des Mittelalters in Köln und Breslau. In: Fachprosaforschung – Grenzüberschreitungen. Band 8/9, 2012/2013 (2014), S. 311–325 (insbesondere als Beitrag zu Franz Gescher).

## Als Herausgeber
- mit Jürgen Bärsch, Christen an der Ruhr. Verlag Aschendorff, Münster 6 Bände bis 2018. ISBN 978-3-402-10492-7.
- mit Jürgen Bärsch: Ruhrbischof Franz Kardinal Hengsbach. Aspekte seines Bischofsamtes 1958-1961-1991-1992. Münster/Essen 2012 (=Beiträge und Miscellen. Band 7).